# Арыктахский наслег
Арыктахский наслег (якут. Арыктаах нэһилиэк) — сельское поселение в Кобяйском улусе Якутии Российской Федерации.
Административный центр — село Арыктах.

## История
Статус и границы сельского поселения установлены Законом Республики Саха (Якутия) от 30 ноября 2004 года N 173-З N 353-III «Об установлении границ и о наделении статусом городского и сельского поселений муниципальных образований Республики Саха (Якутия)».

## Население
| 2002 | 2010 | 2011 | 2012 | 2013 | 2014 | 2015 |
| ---- | ---- | ---- | ---- | ---- | ---- | ---- |
| 493  | ↗509 | ↘507 | ↘503 | ↘499 | ↗505 | ↗506 |
| 2016 | 2017 | 2018 | 2019 | 2020 | 2021 |      |
| ↗512 | ↘510 | →510 | ↘498 | ↘488 | ↗495 |      |

## Состав сельского поселения
| № | Населённый пункт | Тип населённого пункта       | Население |
| - | ---------------- | ---------------------------- | --------- |
| 1 | Арыктах          | село, административный центр | ↗342      |
| 2 | Люксюгюн         | посёлок                      | ↗228      |
| 3 | Хатырык-Хомо     | посёлок                      | ↘0        |